# Pancíř
Der Pancíř (deutsch Panzer) ist ein 1214 m n.m. hoher Berg im nördlichen Teil des Böhmerwaldes in Tschechien. Er befindet sich sechs Kilometer nördlich der Stadt Železná Ruda (Markt Eisenstein) bei dem Dorf Špičák (Spitzberg).
Auf dem Gipfel befindet sich eine Baude mit einem 23 m hohen Aussichtsturm. Von Špičák verkehrt ein Sessellift auf den Pancíř.
Über den Pancíř verläuft die Europäische Hauptwasserscheide zwischen Elbe und Donau. Am westlichen Hang liegt die Quelle der Úhlava (Angel), am Osthang entspringt der Slatinný potok und am Südhang der Große Regen. Nach Norden schließen sich auf dem Kammzug an den Pancíř die Gipfel Habr (1203 m) und Můstek (Brückelberg, 1234 m), bei denen die Křemelná (Kieslingbach) ihren Ursprung nimmt.
Von der in 18 m Höhe befindlichen Aussichtsplattform besteht eine gute Sicht zum Zwercheck und der Jezerní hora (Hohe Seewand) mit der Felswand Jezerní stěna (Seewand) und den Karmulden des Čertovo jezero (Teufelssee) und Černé jezero (Schwarzer See) sowie über Teile des Böhmerwaldes, bei Fernsicht auch bis zu den Alpen.
Die Baude und der Turm wurden 1923 errichtet. 1971 wurde zwischen Špičák und dem Pancíř ein Sessellift in Betrieb genommen. Er hat eine Länge von 2,739 km. Auf halbem Wege unterhalb des Gipfels liegt bei Hofmanky eine Zwischenstation.